# Cândești-Deal, Dâmbovița
Cândești-Deal este un sat în comuna Cândești din județul Dâmbovița, Muntenia, România.
 Acest articol despre o localitate din județul Dâmbovița este deocamdată un ciot. Puteți ajuta Wikipedia prin completarea lui.